# Международный научный симпозиум «Мир Мугама» в Баку
«Международный научный симпозиум по мугаму» — прошел в Баку, 17—22 марта 2009 года, в рамках международного фестиваля «Мир Мугама». Заседания симпозиума проходили в трёх секциях, по итогам которых была издана специальная книга.

## Значимость симпозиума
Мугам является основным жанром азербайджанской музыкальной устной классической традиции наряду с песенно-танцевальным фольклором. Художественная ценность азербайджанского мугама очень велика. В 2003 году ЮНЕСКО объявило Мугам одним из «шедевров устного и нематериального наследия человечества». Отмечается, что 
Международный научный симпозиум «Мир мугама», проведённый в 2009 году в Баку, стал мостом объединения духовно-нравственных ценностей различных народов мира, что является проявлением истинно интегративного процесса национальных культур.

## Участники симпозиума

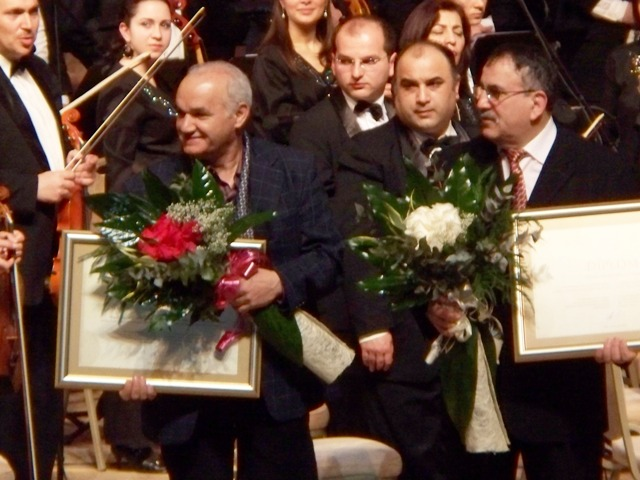
Награждение участников научного симпозиума в рамках гала-концерта. Баку, 25 марта 2009 года.

В работе симпозиума принимали участие около 30 учёных, музыкальных деятелей, а также промоутеров восточной традиционной музыки из США, Великобритании, России, Франции, Италии, Германии, Турции, Голландии, Венгрии, Китая, Туниса, Узбекистана, Ирана, Марокко, Индии, Таджикистана и других стран мира.
Участники симпозиума были представлены такими известными в мире этномузыковедческой науки именами, как Стивен Блам (профессор Нью-Йоркского городского университета, эксперт Юнеско), Дитер Кристенсен (профессор Колумбийского университета в Нью-Йорке), Уим ван Зантен (вице-президент международного Совета по традиционной музыке при ЮНЕСКО), профессор Жан Дюринг из Франции, Юрген Эльснер (профессор университета Гумбольдта в Берлине), Хироми Лоррейн Саката (профессор Калифорнийского университета), профессор Люси Дюран и Джеймс Паркин (ведущие на радио BBC популярнейшую передачу «World Routes» (Мировые пути)), руководитель и владелец компании «Пан Рекордс» Бернард Клейкамп, профессор Ровшан Юнусов из Узбекистана, профессор Московской консерватории Виолетта Юнусова, директор «Академии макома» в Душанбе Абдували Абдурашидов и др.
На секциях симпозиума прозвучали доклады о музыкальных культурах Азербайджана, Ирана, Турции, Пакистана, Индии, Туниса, Узбекистана, Таджикистана, а также был поднят вопрос о карабахском конфликте.